# 張禧嬪
禧嬪張氏（1659年11月3日—1701年11月7日），又稱張禧嬪，本名張玉貞，曾為朝鮮肅宗李焞的第三任王妃，後被降回禧嬪，被發現詛咒仁顯王后後賜死，直到子朝鮮景宗李昀即位後追尊為玉山府大嬪。

## 生平
根據《张炯神道碑铭》記載，张氏其祖为高丽名臣张安世。朝鲜王朝建国后，太祖李成桂多次写信邀张安世入朝辅政，均被婉拒，最后遣其子张仲阳入仕新朝，官居汉城府左尹，世为望族。仁同张氏众多的支派中，张玉贞一支不知从何代开始世为中人，多从事汉语译官、画员等职业。张氏的父亲张炯生前就是一名译官（仕司译院，为副奉事）。张氏的堂伯张炫也是译官，经常出使清朝，通过贸易獲取巨额利润，被称为“中國富商之門”，张炯元配高氏，生子张希栻早逝；后來又續娶繼室尹氏，生下一子二女，子为张氏之兄张希载，次女则是张氏。因張炫犯罪問斬，張氏和她的兄長張希載受牽連，張氏沒入宮中為內人。在仁敬王后金氏過世之後受肅宗寵幸，由於張氏是大王大妃趙氏宮裡的內人，此事触怒大妃金氏（明聖王后），将其逐出宮外，張氏因此絕望上吊自殺，被自己哥哥與母親發現後救回一命，張氏暗自發誓，一定要再度入宮。朝鮮仁祖之子崇善君的妻子申氏認為張氏仍有東山再起的機會，因此頗為照顧張氏。
不久之後肅宗迎娶仁顯王后閔氏，仁顯王后入宮三年後依舊未生下子女，曾向大妃金氏（明聖王后）要求將張氏接回宮中。大妃言：“中殿（朝鮮王妃的稱呼）未曾見過張氏，其人非常奸詐，陰險毒辣。主上性格強烈暴躁，若寵幸張氏，國家將來會發生難以想像的禍事，中殿以後好好思考我說的話吧。”仁顯王后則回答：“怎麼能因為顧忌著還沒發生的事而不顧國家的體統國法呢？”大妃金氏依然堅持不讓張氏回宮。大妃過世後，仁顯王后再次向肅宗請求提出要將張氏接回宮的要求，此舉獲得大王大妃趙氏（莊烈王后）的支持。張氏回宮之後因姿色貌美，重獲肅宗的寵愛，並在肅宗12年12月10日被封為從四品淑媛，後來張氏生下兒子李昀（後來的景宗）又封為正二品的昭儀，肃宗大喜，而很多人则对日益骄横蔑视国法的张氏及其亲属非常不满，张氏产子后其母尹氏乘屋轎入宫探望，其屋轿被司宪府持平李益寿焚烧，并命司宪府禁吏及皂隶抓走轿夫，肃宗闻知震怒，命将李益寿罢职，并杖杀参与此事的司宪府禁吏及皂隶。在肅宗15年被封為正一品嬪，賜封號禧，為禧嬪。張氏自此開始培植她的朝廷勢力，並成功使其子冊封為世子，權倾一时。後不斷挑撥離間，終於使肅宗以七出之約善妒又無子廢黜仁顯王后，後改立張氏為王妃，是朝鮮王朝第一也是唯一一個中人出身的王妃，史稱己巳換局。
自此張氏狂妄驕縱，待她三十歲年老色衰，又多次鞭打被肅宗寵幸的宮女，肅宗逐漸厭惡了張氏，當時持反對態度的西人派，趁機在金春澤等人的帶領下發起閔妃重定運動，加上当时张氏通过兄長张希载意图谋害廢妃，被肃宗识破，使得肅宗決定迎接仁顯王后回宮，將張氏貶為禧嬪。嗣後，仁顯王后病危時，暗中在昌慶宫就善堂的西殿设置了神堂，請巫女作法詛咒加害仁顯王后，又指示宫女內官尚宮等人将草偶、麻雀、老鼠死去小孩骷髏頭埋在昌德宫大造殿与昌慶宫通明殿的後院。肃宗二十七年八月十四日，仁顯王后在昌慶宫景春殿去世。由于淑嫔崔氏（英祖生母）的告发。肅宗在昌德宫仁政殿亲自审问涉事尚宮以及宮女內官巫女，并将其全部处死。由於诅咒事件的主谋张禧嫔是世子的生母，肃宗再三猶豫不決該怎麼處置張氏，但最终在十月五日下敕書下令張氏自尽，又以“谋害国母”的罪名凌迟处死了张禧嫔的親兄张希载。其家属亦遭连坐受难。
世子登基後為景宗，遂於即位第二年的十月初十（1722年11月18日）追尊生母為玉山府大嬪。

## 家族
| 关系   | 姓名     | 生卒年     | 封号/职位    | 备注       |
| ------ | -------- | ---------- | ------------ | ---------- |
| 曾祖   | 張壽     |            | 贈右議政     |            |
| 祖父   | 張應仁   |            | 贈左議政     |            |
| 祖母   | 藍浦朴氏 |            | 贈貞敬夫人   |            |
| 外祖   | 尹誠立   |            |              |            |
| 外祖母 | 密陽卞氏 |            |              |            |
| 父     | 張炯     | 1623－1669 | 贈領議政     |            |
| 前母   | 高氏     |            | 贈瀛洲府夫人 |            |
| 兄     | 張希栻   |            |              | 早夭无后。 |
| 生母   | 坡平尹氏 |            | 贈坡山府夫人 |            |
| 兄     | 張希載   | 1651－1701 |              |            |
| 姊     | 仁同張氏 |            |              | 适金志重。 |

## 相關媒體
張禧嬪傳奇的生涯，成為戲劇及電影的常見主題。以下為相關戲劇、電影列表及張禧嬪飾演者：

### 電影
| 片名           | 年份   | 導演   | 演員   |
| -------------- | ------ | ------ | ------ |
| 《張禧嬪》     | 1961年 | 鄭昌和 | 金芝美 |
| 《妖花張禧嬪》 | 1968年 | 林權澤 | 南貞妊 |

### 電視劇
| 劇名                         | 年份   | 電視台 | 演員           |
| ---------------------------- | ------ | ------ | -------------- |
| 《張禧嬪》                   | 1971年 | MBC    | 尹汝貞         |
| 《女人列傳－張禧嬪》         | 1981年 | MBC    | 李美淑         |
| 《朝鮮王朝五百年－仁顯王后》 | 1988年 | MBC    | 錢忍和         |
| 《歷史上的對手》             | 1994年 | KBS    | 李應敬         |
| 《張禧嬪》                   | 1995年 | SBS    | 鄭善敬         |
| 《張禧嬪》                   | 2002年 | KBS    | 金憓秀         |
| 《同伊》                     | 2010年 | MBC    | 李昭娟         |
| 《仁顯王后的男人》           | 2012年 | tvN    | 崔佑裏、朴榮鄰 |
| 《張玉貞，為愛而生》         | 2013年 | SBS    | 金泰希         |
| 《大撲》                     | 2016年 | SBS    | 吳妍兒         |